# 1671
1671 (MDCLXXI) je bilo navadno leto, ki se je po gregorijanskem koledarju začelo na četrtek, po 10 dni počasnejšem julijanskem koledarju pa na nedeljo.

## Dogodki
- zadušena vstaja kozaka Stenke Razina

## Rojstva
- 26. februar - Anthony Ashley Cooper, tretji grof Shaftesburijski, angleški politik in filozof († 1713)

## Smrti
- 25. junij - Giovanni Battista Riccioli, italijanski astronom, geograf (* 1598)